# Лопухина, Анна Ивановна
Анна Ивановна Лопухина (Жанетта Каролина Шарлотта фон Венкстерн, нем. Jeanette Caroline Charlotte von Wenckstern; 1786 — январь 1869) — известная красавица, урожденная баронесса фон Венкстерн, в первом браке графиня Алопеус; мать генерал-лейтенанта Ф. Д. Алопеуса. Кавалерственная дама ордена Святой Екатерины (13 февраля 1816).

## Биография
Дочь барона Эрнста-Иоахима фон Венкстерн (нем.), из Ганновера, и его жены Марианны-Каролины Бремер. В первом браке была за графом Давидом Максимовичем Алопеусом, сопровождала его во всех его дипломатических назначениях. Обладая красивой наружностью, имела много поклонников, «полсвета валялось у неё в ногах». В их числе был император Александр I, большой ценитель женской красоты. Несмотря на все это, графиня Алопеус имела безупречную репутацию и ни один скандал её не касался. По свидетельству графа М. Д. Бутурлина:
С привлекательной наружностью графиня соединяла таковые же нравственные и душевные качества, была натуральна в своем обращении, плавна и элегантна в своих движениях; кротость и доброта, написанные на её лице, делали её крайне симпатичной с первого на неё взгляда, подобных женщин зовут само благородство.
 Жена английского посланника леди Дисборо в 1825 году писала своим родным из Петербурга:
Мадам Алопеус когда-то, должно быть, была сущим ангелом; и по сей день она остается одной из красивейших женщин, которых я когда-либо видела... Я никогда не встречала ей равную. При этом дело здесь не в наружности, не в сложении и не в правильности черт, от нёё исходит какой-то шарм, какое-то колдовство, которое нужно увидеть и почувствовать, чтобы понять...
 Первый брак Анны Ивановны не был счастливым. Граф Алопеус, до крайности гордившейся красотой жены, причинял ей много страданий и изводил ревностью. Он умер в июне 1831 года в Берлине.

## Второй брак
Овдовев, графиня Алопеус вышла замуж за давнего своего поклонника светлейшего князя Павла Петровича Лопухина, который встретив «знаменитую красавицу» в январе 1808 году в Петербурге, влюбился в неё и оставался верен этой любви более 60 лет, что не мешало ему иметь в годы молодости многочисленные любовные интриги. Он следовал повсюду за графиней Алопеус. Князь А. Б. Лобанов-Ростовский писал, что в петербургском обществе Лопухин считался завидным женихом, и многие матери желали быть его тёщами; но ему было не до женитьбы; однажды на вечере у княгини Голицыной, княгиня В., увидав графиню Алопеус, стала с жаром и во всеуслышание упрекать её в том, что из-за неё Лопухин не хочет жениться на её дочери.
Их свадьба состоялась 18 октября 1833 года  во Флоренции. Поручителями их были князь А. М. Горчаков, З. А. Хитрово, Г. Ф. Орлов и В. Хвощинский. После венчания Лопухины отправились в Россию и поселились в имении Корсунь Киевской губернии, где они жили почти безвыездно зимой и летом. Говорили, что Анна Ивановна была ревнива, поэтому желала удалить своего мужа от всякого соблазна. Красивая чета Лопухиных жила в вельможной обстановке для своего удовольствия. Они построили новый дом (замок) и разбили великолепный сад. Дом был устроен самым роскошным образом: изысканный стол, редкие вина и два полных состава прислуги. 
Князь, будучи меломаном, имел свою певческую капеллу, которой не только дирижировал, но и сочинял музыку. Княгиня Анна Ивановна не любила гостей, потеряв всех своих детей от первого брака, в последние годы своей жизни, была постоянно в трауре и под предлогом болезни никогда не выходила даже к столу. Под конец своей жизни она ослепла и умерла в январе 1869 года. Похоронена в семейной усыпальнице в Берлине на Третьем кладбище храма Иоанна Иерусалимского рядом с первым мужем.

## Дети
В первом браке имела двух сыновей и дочь:
- Александр Давидович (ум. 1841), дипломат, секретарь миссии в Турине[6].
- Александра Давидовна (1808—1848), родилась в Петербурге, крестница императора Александра I и фрейлина двора (1825). По отзыву современницы, была «хорошенькая лицом, премилая, с видом добродушия и невинности, очень хорошо воспитана, талантлива и отменно ласкова. Для матери она была лучшим другом и не отходила от нее во всех ее болезнях и печалях»[7]. В 1826 году она расторгла своё обручение с Александром Мордвиновым (1798—1858), сыном знаменитого адмирала, чем вызвала сильное осуждение в свете. После в Берлине была помолвлена с князем Василием Репниным (1806—1880), сыном Н. Г. Репнина-Волконского, но по требованию невесты свадьбу опять отменили. «Она согласилась выйди за Репнина не любя, потому что родители и друзья уговаривали, желая ей счастья, к нему она имела только приятельские чувства, тогда как ее страстная, экзальтированная натура требовала романтической, идеальной любви. Они разошлись, впрочем с полным уважением и даже в дружелюбном расположении друг к другу»[7]. В 1832 году в Риме познакомилась с графом Альбертом де ла Ферроне (1812—29.06.1836), сыном бывшего французского посла в России. 17 апреля 1834 года в Неаполе вышла за него замуж, вопреки советам матери, считавшей этот брак крайне неудачным во всех отношениях. Муж был моложе её и обладал слабым здоровьем. После двух лет проведенных в счастливом браке Александрин овдовела. Она умерла 9 февраля 1848 года в Париже. Сестра графа де ла Ферроне, писательница Паулина Крейвен, в 1868 году издала роман «История сестры», где описала любовный роман своего брата с Александрой Алопеус.
- Фёдор Давидович (около 1810—1862), генерал-лейтенант.